# Równina Transylwańska
Równina Transylwańska (541.2, rum. Câmpia Transilvaniei) – makroregion fizycznogeograficzny Wyżyny Transylwańskiej w centralnej Rumunii (Siedmiogród). 
Równina Transylwańska stanowi centralną część Wyżyny Transylwańskiej. Leży na północ od Doliny Środkowej Maruszy i na południe od doliny Wielkiego i Małego Samoszu, dzielącymi ją od Wyżyny Samoszu. Na wschodzie przechodzi w pasma górskie Łańcucha Kelimeńsko-Hargickiego Karpat Wschodnich, na zachodzie graniczy z Masywem Biharu w Górach Zachodniorumuńskich. 
Równina Transylwańska jest zbudowana z lekko pofałdowanych utworów górnomioceńskich – margli, iłów i tufów wulkanicznych. Wbrew nazwie powierzchnia regionu nie jest równa - wysokości względne dochodzą do 100–150 m. Równina jest wyniesiona preciętnie 500 m n.p.m., tylko obrzeża północne i południowo-zachodnie są wyniesione na ponad 600 m n.p.m. 
Na Równinie Transylwańskiej występują bogate złoża gazu ziemnego. 